# Taxe urbaine
La taxe urbaine est un impôt marocain. 

## Historique
La taxe est mise en place le 3 janvier 1990.

## Application
La taxe s'applique aux : 
- les immeubles bâtis et constructions de toute nature occupés en totalité ou en partie, par leurs propriétaires à titre d'habitation principale ou secondaire ou mis bénévolement à titre d'habitation ;
- les immeubles bâtis affectés, par leurs propriétaires, à une activité professionnelle ou à toute forme d'exploitation, y compris les locaux mis gratuitement à la disposition de leur personnel ;
- les terrains affectés à une exploitation de quelque nature qu'elle soit[1].